# Pozo de Vargas
El Pozo de Vargas, ubicado a 10 kilómetros de la plaza central tucumana (Plaza Independencia), en el margen Sur de Tafí Viejo, es una construcción subterránea de mampostería de fines del siglo XIX que fue utilizado por la última dictadura militar entre 1975 y 1978 como sitio de inhumación clandestina. Allí, el Colectivo de Arqueología, Memoria e Identidad de Tucumán (CAMIT) realiza trabajos de arqueología y antropología forense para la resolución de casos de personas detenidas desaparecidas en Tucumán. Hasta febrero de 2025,[¿cuándo?] el Equipo Argentino de Antropología Forense (EAAF) identificó los restos de 121 personas, identificadas nominalmente por parte de la Iniciativa Latinoamericana para la Identificación de personas desaparecidas -ILID- (aunque se estiman unos 30 perfiles genéticos más que aun no tienen identificación nominal) lo que convierte al Pozo de Vargas en el lugar de inhumaciones clandestinas con más identificados de Argentina. Posteriormente, el 20 de febrero de 2025 se logró una nueva identificación.
El 10 de febrero de 2023, desde la Fundación Memorias e Identidad de Tucumán anunció que los trabajos de investigación y excavación del Pozo de Vargas concluyeron y se recuperaron los restos óseos de 149 personas, de las cuales 30 que fueron víctimas de desaparición forzada no pudieron ser identificadas.

## Historia
El lugar donde se encuentra el Pozo también narra la historia del pedemonte. Allí se concentra la trayectoria del mundo ferroviario y azucarero: a 4 km al norte del pozo se encuentran los Talleres Ferroviarios de Tafí Viejo y a 3 km al sur el ex ingenio San José. El paisaje era esencialmente rural, con construcciones tanto ferroviarias como relacionadas con la producción azucarera, típicas del ámbito rural tucumano: además del pozo un cargadero de caña se encontraba allí, cuya función, durante la primera mitad del siglo XX, era la de dirigir hacia los ingenios la caña para su molienda.
Se trata de un pozo de agua diseñado por los ingleses, vinculada al mundo ferroviario, y que tenía como fin abastecer de agua a las máquinas de vapor. Dicha construcción tiene 3 metros de diámetro y (actualmente) 34 de profundidad —se estima que la misma llega a los 40 metros de profundidad—. Aunque aún no culminó la intervención arqueológica forense en su interior y exterior, es importante señalar que las excavaciones también posibilitaron relevar otras construcciones, instalaciones y elementos de la cultura material mueble correspondientes a los siglos XIX y XX.
Hacia mediados de la década de 1970, el pozo (que ya había dejado de cumplir con su función original) es resignificado por las fuerzas represivas reconfigurándose como lugar de inhumación clandestina donde serán redirigidos hombres y mujeres procedentes de distintos Centros Clandestinos de Detención (CCD), por ejemplo desde la Jefatura de Policía y de la Compañía de Arsenales Miguel de Azcuénaga.
El trabajo realizado consiste en la excavación sistemática, recuperación de evidencias y análisis posteriores. A partir de los 28 metros y hasta los 32 aproximadamente, se relevaron y recuperaron la mayor cantidad de evidencias óseas y material asociado como textiles, proyectiles, y efectos personales de las personas arrojadas en el pozo. Actualmente un centenar de familias de Tucumán, Santiago del Estero, Salta, Jujuy, Catamarca, Córdoba, Mendoza y Buenos Aires, recuperaron a sus familiares (a partir del complejo proceso de identiﬁcación —por medio de análisis genéticos— y restitución de sus parientes) inhumados clandestinamente en el Pozo de Vargas principalmente entre los años 1976 y 1977 (2 personas identiﬁcadas corresponden a 1975; 100 a 1976; 9 a 1977).

## Hallazgo
A partir de los testimonios de Pedro Mercado, Juan Carlos Díaz y Santos Molina, hacia fines del año 2001 se realiza un primer relevamiento en una finca privada perteneciente a Antonio Vargas, en la que —se aseveraba que— existía un pozo empleado para ocultar los cuerpos de víctimas de la desaparición forzada. Efectuado el relevamiento se elabora un informe preliminar en el que se plantearon los lineamientos generales para una futura prospección, detección y relevamiento de evidencias superficiales y/o subsuperficiales. El derrotero del informe finalmente desembocará en una denuncia formal ante la Justicia Federal de Tucumán y el inicio de la pericia en abril de 2002. A tan solo dos semanas del comienzo del trabajo de campo, la construcción subterránea es localizada. Desde entonces comienza a emplearse el término Pozo de Vargas para referir a esta estructura de mampostería. Aunque no de manera ininterrumpida, la intervención arqueológica forense posibilitó avanzar con una diversidad de estudios sobre las materialidades de las prácticas sociales genocidas y, esencialmente, recuperar las trayectorias de vida de más de un centenar de hombres y mujeres que fueron inhumados allí.
El informe llegó a manos de Enrique Fernando Romero (de hecho, la causa se llama "Romero, E. F. sobre su denuncia, Expediente 140/02"), por entonces Director de Transporte de la Provincia. Hacia inicios del año 2002, comienza a circular la noticia de que el informe —aunque borrados los nombres de sus autores— había servido de base para su denuncia en el Juzgado Federal (JF) N.º 2 de Tucumán. En marzo el grupo de investigadores, docentes y alumnos de la Facultad de Ciencias Naturales e Instituto Miguel Lillo se presenta en el Juzgado Federal N.º 2 demostrando la autoría del informe, y siendo nombrados peritos por el Dr. Felipe F. Terán. Desde el año 2002, se sucedieron tres jueces federales: desde el inicio hasta fines del año 2006, Terán; desde entonces hasta el 2012, el Dr. Mario Racedo. A partir de ese año, hasta la actualidad, el Dr. Fernando Poviña.
Los orígenes de esta pericia fueron clave para el desarrollo de la Arqueología Forense a escala local: la conformación de un primer equipo, el Grupo Interdisciplinario de Arqueología y Antropología de Tucumán (GIAAT). A partir del año 2009, y posterior a la disolución del GIAAT se conformaron dos nuevos equipos: LIGIAAT y CAMIT.

## Identificaciones
Hasta enero de 2024, un total de 120 personas fueron identificadas; 15 mujeres: María Carmen del Valle Jaramillo, Nilda Lucrecia Zelarayán, Justina Andrea Carrizo, Esther Victoria Moretti, María Tránsito Barrionuevo, María Cenador de Rondoletto, Silvia Margarita Rondoletto, Marta Azucena Castillo, Ana María Sosa, Gloria Susana Figueroa, Antonia Esilda Romano, María Celestina González, Teresa M. Guerrero, Alcira Santos Ochoa y Lidia Teresa Colombetti; y 58 hombres: Moisés Antonio Ferreyra, Humberto A. Lizárraga, Félix V. Corbalán, Armando R. Giménez, Miguel Ángel Figueroa, Enrique Gonzalo Díaz, José Eduardo Ramos, Antonio Domingo Paz, Juan Manuel Olivera, Julio Oscar Zurita, Víctor Hugo Zafarov, Domingo César Díaz, Enrique L. Díaz, Raúl Roque Danún, Juan Ángel Danún, Roque Marcelina Brizuela, Juan Carlos Di Lorenzo, Jorge Osvaldo Rondoletto, José Horacio Díaz Saravia, Domingo Valentín Palavecino, Eduardo Nicanor Giménez, Héctor Raúl Vázquez Guzmán, Manuel Arturo Rojas, Dardo Francisco Molina, Héctor R. Carabajal, Roberto Raymundo Vega, Gabriel Fernando Costilla, Leopoldo Reynaldo Navarro, Manuel Zoilo Reyes, Luis Magin Herrera, Mario Barrionuevo, Guillermo Vargas Aignasse, Eduardo Omar Bulacio, Reyes Humberto Morales, Ramón Oscar Bianchi, Ramón Alfredo Zárate, Ramón Antonio Ortiz, José Inocencio Racedo, Antonio Ernesto Salazar, Osvaldo José G. Giribaldi, Enrique Alberto Sánchez, Luis Eduardo Falú, Hernán Eugenio González, José Enrique López, Manuel Julio Díaz, Emilio Antonio Ibarra, Marcos Antonio Pérez, Samuel Gerónimo Romero, Santiago Omar Vicente, Francisco Eduardo Díaz, Segundo Bonifacio Arias, Manuel Ángel González, Gustavo Adolfo Fochi, Luis Alejandro Lescano, Osbaldo Muñoz, Rafael Carlos Espeche, José o Manuel Urueña (en este último caso aún no se definió genéticamente cual de los hermanos se encuentra en el Pozo de Vargas), y René Salustiano Ruiz.
Las identificaciones nominales están a cargo de la Iniciativa Latinoamericana para la Identificación de Personas Desaparecidas. Cabe destacar que, hasta el momento, es la inhumación clandestina con mayor cantidad de identificados en la Argentina y, por el contexto complejo donde el CAMIT realiza la intervención forense, la inhumación con mayor tiempo de trabajo forense.
Hasta el año 2019, se identificaron a 111 personas, con lo que se actualizó el listado.

## Denominación
El Pozo de Vargas lleva esa denominación porque el predio perteneció a Antonio Manuel Vargas, quien falleció en marzo de 2005. El año anterior, el fiscal federal Emilio Ferrer habían pedido que se cite a Vargas para que preste declaración indagatoria (y se lo detenga), como partícipe necesario de la desaparición forzada de personas durante la década del 70.  Las víctimas fueron de distintas partes de la Argentina y de otros países, no solamente de la provincia de Tucumán; de Mendoza, Córdoba, Santiago del Estero, Neuquén, España, Perú y Bolivia.
En el año 2019, fue expropiado por el Estado Nacional y el mismo quedó bajo el control del Archivo Nacional de la Memoria.